# Linlithgow Palace
Linlithgow Palace ist eine Schlossruine in der schottischen Stadt Linlithgow etwa 25 Kilometer westlich von Edinburgh. Die Anlage war lange Zeit bevorzugter Wohnsitz der schottischen Könige und ist die älteste ihrer noch erhaltenen Residenzen. Sowohl Jakob V. als auch Maria Stuart kamen dort zur Welt.

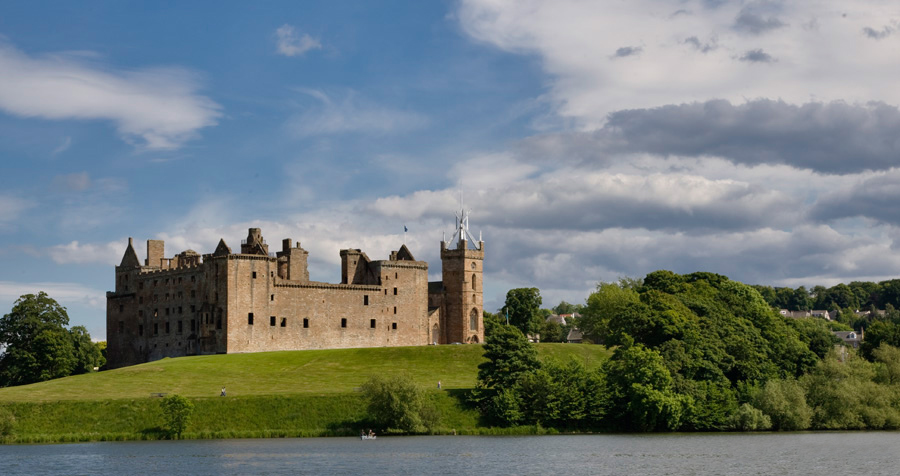
Linlithgow Palace, Ansicht von Nordwesten; im Hintergrund ein Teil der St. Michael’s Church

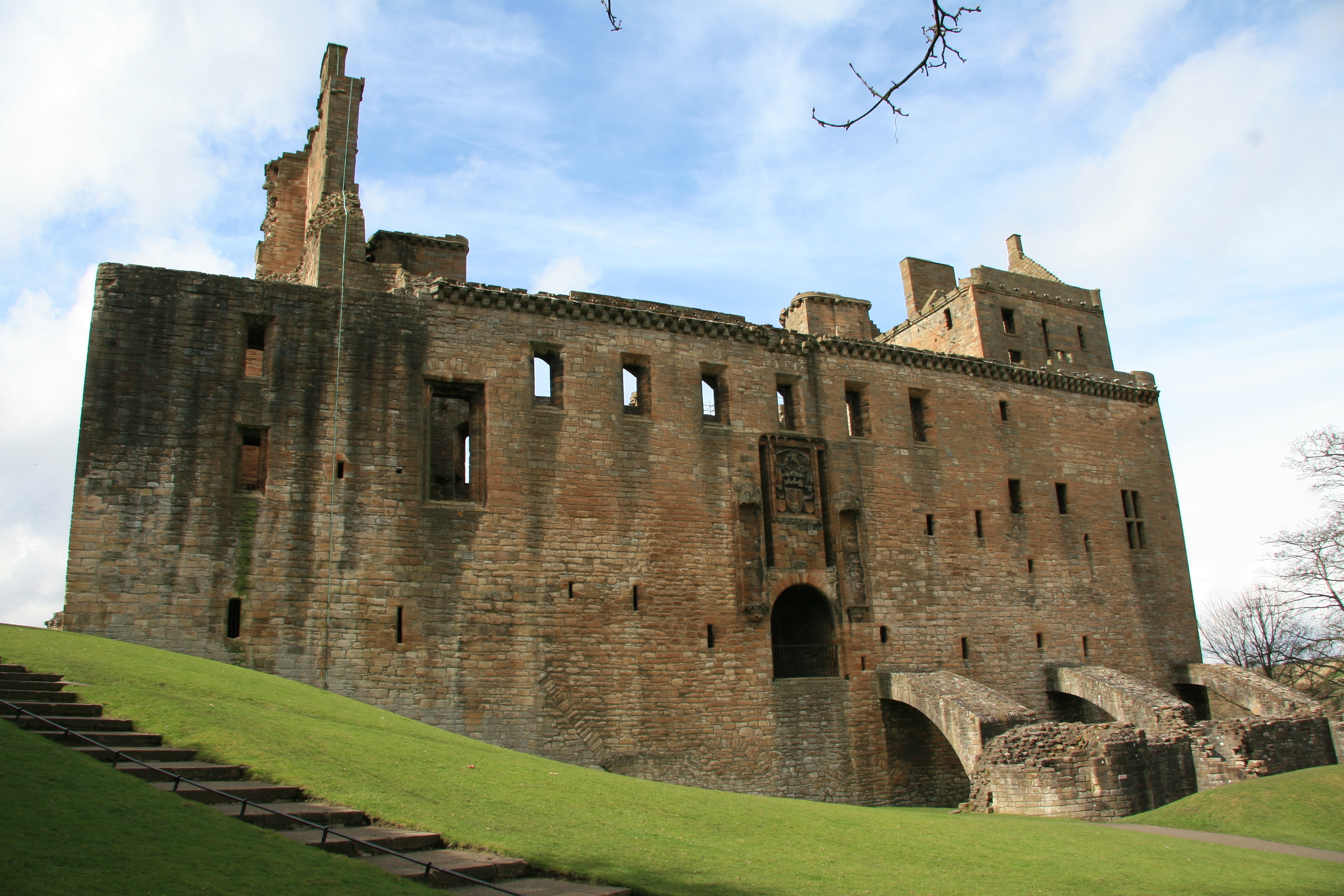
Außenfassade des Ostflügels

Die Ruine steht am Ufer des Loch Linlithgow, von dem Stadt und Schloss ihren Namen haben. Die Bezeichnung resultiert aus den britannischen Ausdrücken llyn für loch, llaith für damp sowie cau für hollow und bedeutet etwa „See in der feuchten Niederung“ (englisch loch in the damp hollow). Errichtet wurde die Anlage in fünf unterschiedlichen Bauphasen. Jakob I. von Schottland errichtete von 1424 bis 1437 den Ost- sowie einen kleinen Teil des Südflügels. In der Zeit von 1460 bis 1488 wurde unter Jakob III. der Südflügel verlängert und der Westflügel begonnen. Zwischen 1488 und 1513 ließ Jakob IV. den Westflügel vollenden und schloss das Geviert durch einen Nordflügel. Jakob V. verlegte den Hauptzugang an die Südseite und ließ dazu einen äußeren Torbau errichten. Auf ihn geht auch die Errichtung des Renaissancebrunnens im Innenhof der Anlage zurück. Jakob VI., seit 1603 auch König von England, ließ von 1618 bis 1624 schließlich den Nordflügel wiedererrichten, nachdem dieser 1607 eingestürzt war.
Viele schottische Königinnen zogen dieses Schloss auf dem Land den anderen großen Residenzen in den Städten wie Stirling oder Edinburgh vor, um dort ihre Kinder aufzuziehen. So wuchs neben Jakob V. auch die als „Winterkönigin“ bekannte Prinzessin Elisabeth in Linlithgow auf. Andere Königinnen wiederum nutzten den Palast als Witwensitz, darunter Margaret Tudor und Anna von Dänemark.
Ein Feuer im Jahr 1746 beschädigte den Palast stark und machte ihn zu einer Ruine. Diese befindet sich heute in der Obhut von Historic Scotland und steht als Bauwerk der Kategorie A seit dem 22. Februar 1971 unter Denkmalschutz. Der sie umgebende Park als auch Linlithgow Loch sind als Scheduled Monument eingestuft.

## Geschichte

### Vorgängerbauten
Bei Ausgrabungen gefundene Scherben von Irdenware deuten darauf hin, dass am Ort des heutigen Schlosses schon zu römischer Zeit eine Siedlung bestanden haben könnte. Für das Jahr 1124, also die Regierungszeit Davids I., ist in Linlithgow ein erstes, leicht befestigtes Gut im königlichen Besitz verbürgt, das von Davids Nachfolgern für Aufenthalte genutzt wurde, denn Malcolm IV. von Schottland und Wilhelm I. siegelten dort Urkunden. Dieses erste feste Haus nahm der englische König Eduard I. während seines Eroberungskriegs in Schottland ein und ließ es 1301/1302 zu einer Burg ausbauen sowie weiter befestigen. Linlithgow lag strategisch günstig zwischen Edinburgh und Stirling und war somit ein idealer Standort für eine militärische Basis, welche die Versorgung der englischen Truppen garantierte. Diese erste Burg Edwards war durch einen tiefen, künstlich angelegten Graben vom übrigen Teil des Ortes getrennt und wurde the Peel of Linlithgow genannt, eine Bezeichnung, die auf den heutigen Park übergegangen ist und ursprünglich für eine hölzerne Palisade stand. Der Name gibt zugleich einen Hinweis auf die Beschaffenheit der Anlage, die mehrheitlich aus Holzbauten bestand. Federführend beim Um- und Ausbau für Eduard I. war James of St. George, nach dessen Plänen auch Harlech Castle erbaut wurde. Genau wie sein Vater nutzte auch Eduard II. von England die Burg in Linlithgow; so ist zum Beispiel ein dortiger Aufenthalt des Königs im Jahr 1310 bekannt.
Nach der gewonnenen Schlacht von Bannockburn gelang es einigen Dorfbewohnern unter der Führung eines Bauern namens William Bunncok die Burg zu erstürmen und den Engländern zu entreißen. Robert the Bruce ließ sie in der Folgezeit schleifen, sodass die Anlage bis etwa 1350 eine Ruine war. Dann ließ sie David II. wiederaufbauen, um sie als zeitweilige Residenz zu nutzen. Nach seinem Tod versammelten sich dort die drei Stände Schottlands und wählten Robert II. zu ihrem neuen König. Er und sein Sohn Robert III. investierten viel Geld in den Unterhalt der Burg, die jedoch 1424 durch ein großes Feuer, das auch einen Großteil der Stadt und die St. Michael’s Church in Mitleidenschaft zog, zerstört wurde.

### Neubau durch mehrere Generationen

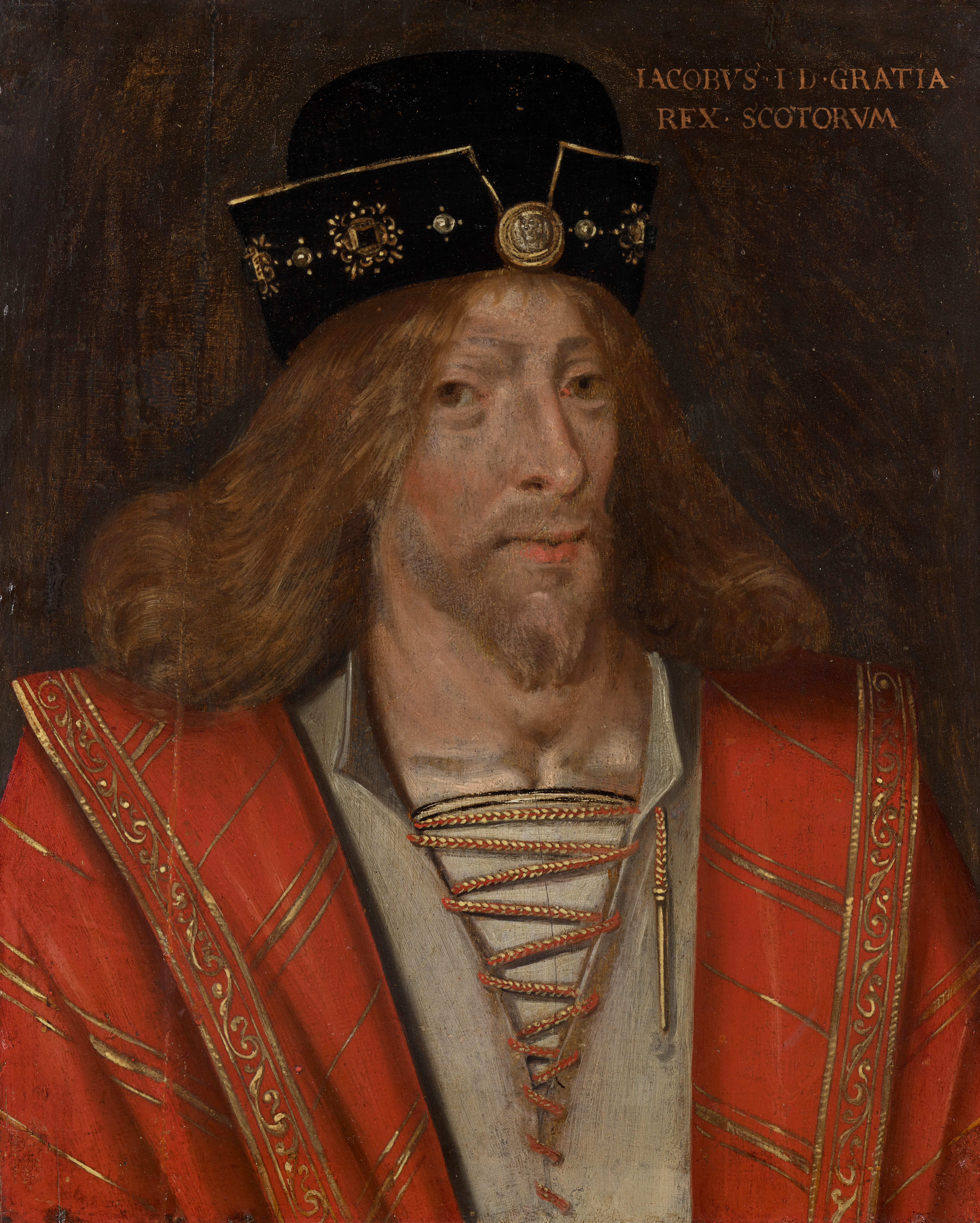
Jakob I. (Bild eines unbekannten Künstlers aus dem 16. Jahrhundert) begann mit dem Bau des heutigen Palasts

König Jakob I. – erst kurz zuvor aus seiner langen Gefangenschaft in England zurückgekehrt – nahm dies zum Anlass, um ab 1425 einen Neubau errichten zu lassen. Dabei handelte es sich um den heutigen Ostflügel der Anlage mit einem reichdekorierten Portal und um einen kurzen, sich anschließenden Südflügel. Dieser war möglicherweise noch ein Überrest der alten Burg, die bei dem Brand vielleicht nicht vollständig zerstört worden war. Im Jahr 1429 waren die Arbeiten so weit gediehen, dass Jakob I. dort Regnault de Chartres, den Erzbischof von Reims empfangen konnte. Möglicherweise hatte der Bischofspalast von Winchester, den Kardinal Henry Beaufort, der Onkel der Königin Joan, hatte für sich bauen lassen, für die Form von Linlithgow Pate gestanden. Mit dem Tod des Königs 1437 kamen die Arbeiten vorerst zum Erliegen. Bis dahin hatte Jakob I. rund 7.000 Pfund in Linlithgow Palace investiert, was immerhin ein Zehntel aller königlichen Einkünfte ausgemacht hatte.
Jakobs Sohn Jakob II. führte das Werk seines Vaters nicht fort, sondern erst dessen Enkel Jakob III. Dieser verlängerte den Südflügel zu seiner heutigen Länge und ließ einen kurzen Westflügel bauen. Die beiden Trakte wurden über einen Vierecksturm an der Südwest-Ecke miteinander verbunden. Unter Jakob IV. wurde die Anlage vollendet. Er verlängerte den Westflügel und gab ihr durch den Bau des Nordtrakts ihre heutige Gestalt einer geschlossenen Vierflügelanlage, deren Ecktürme ein Geschoss höher waren als die Trakte zwischen ihnen. Die neu errichteten Gebäudeteile dienten fortan als königliche Gemächer. Die ehemaligen Wohnräume im Südflügel ließ Jakob IV. um 1492 zu einer Kapelle umgestalten. Zusätzlich bekam dieser Trakt auf der Hofseite eine dreigeschossige Galerie vorgesetzt. Über neu errichtete Treppentürme in den vier Winkeln des Innenhofs waren alle Geschosse der vier Gebäudeflügel erreichbar. Auch eine um 1495 erbaute Barbakane an der äußeren Nordwest-Ecke des Schlosses ist Jakob IV. zuzuschreiben. Diese diente nicht nur militärischen Zwecken, sondern stützte auch den Ostflügel ab. Die rege Bautätigkeit des Königs in Linlithgow reihte sich nahtlos in zahlreiche weitere Bauunternehmungen Jakobs IV. ein: Während seiner Regierungszeit war er auch in Stirling und Falkland bauend tätig. In Edinburgh ließ er die Great Hall errichten und Rothesay Castle umgestalten. Zum Zeitpunkt seiner Hochzeit 1503 mit Margaret Tudor, der Tochter des englischen Königs Heinrich VII., müssen die Bauarbeiten in Linlithgow mehrheitlich abgeschlossen gewesen sein, denn er machte den Palast seiner Braut zum Geschenk. Zu jener Zeit existierte auch schon eine Gartenanlage mit Lust- und Nutzgarten westlich des Schlosses sowie ein die Anlage umgebender Park, der auch für Turniere und Schießübungen sowie als Bowling Green genutzt wurde. Außerdem befanden sich in dem Areal wahrscheinlich Wirtschaftsgebäude aus Holz, wie zum Beispiel Werkstätten und Pferdeställe.
Als Jakob V. den schottischen Thron bestieg, war er noch ein Kind. Die Regierungsgeschäfte wurden für ihn durch Regenten geführt. Linlithgow geriet für diese Zeit ins Hintertreffen gegenüber anderen königlichen Anlagen. Aber schon kurz nachdem Jakob V. damit begonnen hatte, selbst zu regieren, führte er diverse Veränderungen an der Anlage in Linlithgow durch. Um 1535 ließ er den Haupteingang an die Südseite verlegen und ihm 30 Meter entfernt einen äußeren Torbau vorsetzen. Im gleichen Zug wurde die äußere Südfassade symmetrischer gestaltet und der südöstliche Eckturm als Pendant zum Südwest-Turm erbaut. Das Ostportal blieb aber trotzdem noch bis in das 17. Jahrhundert als zeremonieller Eingang in Gebrauch. In die Mitte des Innenhofs ließ Jakob V. einen dreistöckigen, reich skulptierten Brunnen setzen, dessen Dekoration ein Zeichen der Macht, aber auch der Kultiviertheit und Güte des Königs sein sollte. Zahlreiche weitere Verschönerungen, besonders am bauplastischen Schmuck des Schlosses, ließ er durch den Steinmetz Thomas French (auch Fransh geschrieben) ausführen. Viele der Umgestaltungen und neuen Dekorationen gingen auf die Initiative von James Hamilton of Finnart, dem illegitimen Sohn des ersten Earls of Arran, zurück, der seit 1526 Burgvogt von Linlithgow war. Er hatte diverse Jahre auf dem europäischen Festland zugebracht und dort Vieles über Architektur und Befestigungstechnik gelernt.

### Niedergang und Ruin
Obwohl Linlithgow Palace im 16. Jahrhundert oft durch das jeweilige Königspaar genutzt wurde und zahlreiche kleine bauliche Veränderungen stattfanden, stand es im letzten Viertel jenes Jahrhunderts nicht gut um den Bauzustand der Anlage. Bereits 1583 warnte Sir Robert Drummond, der master of works Jakobs VI., dass die Anlage stark baufällig und heruntergekommen sei. In einem Bericht vom Februar 1599 findet sich die Information, dass ein Viertel des Schlosses zu jener Zeit ruinös und der Rest stark reparaturbedürftig gewesen sei. Doch vom Königshaus wurde nichts unternommen, dem Verfall des Gebäudes Einhalt zu gebieten. Als Jakob VI. 1603 zudem als Jakob I. den englischen Thron bestieg und der Hof fast vollständig nach London umzog, verlor Linlithgow seinen Status als eine der Hauptresidenzen der schottischen Könige. Die Anlage wurde fortan zwar noch von einem Vogt verwaltet, aber für Aufenthalte des Hofs nur noch ganz selten genutzt. Am 6. September 1607 stürzte zwischen drei und vier Uhr morgens ein Großteil des Nordflügels ein, und es sollte elf Jahre dauern, ehe der König – anlässlich seines einzigen Besuchs in Schottland – 1617 einen Wiederaufbau anordnete. Die Bauarbeiten begannen 1618 und dauerten sechs Jahre. Leitender Steinmetz vor Ort war William Wallace, unter dessen Aufsicht eine der „schönsten Renaissancefassaden Schottlands“ erbaut wurde. Trotzdem nutzte das schottische Königshaus Linlithgow nicht mehr. Karl I. von England war der letzte König, der dort übernachtete (1. Juli 1633).

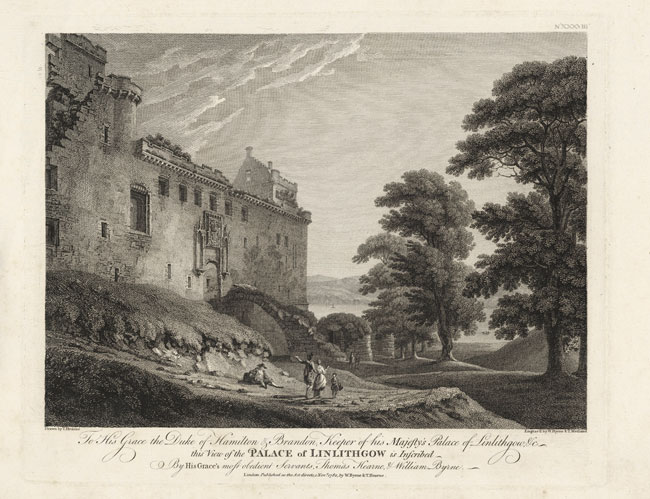
Linlithgow Palace im Jahr 1782

Nachdem Oliver Cromwell die schottischen Truppen in der Schlacht bei Dunbar geschlagen hatte, schlug er im September 1650 mit seinen Soldaten in Linlithgow sein Lager auf und überwinterte dort. Er ließ die heruntergekommene Anlage sogar militärisch befestigen. Die Cromwellschen Erweiterungen ließ Karl II. jedoch zehn Jahre später wieder entfernen. 1668 wurde die Anlage als mehrheitlich ruinös beschrieben, trotzdem machte Bonnie Prince Charlie dort im Jahr 1745 kurz Station. Britische Truppen unter der Führung des Generals Henry Hawley fanden nach der verlorenen Schlacht von Falkirk im Januar 1746 in der Anlage Zuflucht. Um sich aufzuwärmen und ihre nassen Kleider zu trocknen, machten die Soldaten Feuer, das auf das Gebäude übergriff und es am Morgen des 1. Februars 1746 in einem großen Brand zerstörte. Der Magistrat der Stadt fühlte sich nicht dafür verantwortlich, das Feuer zu bekämpfen, und so kam es zu Plünderungen der Anlage durch die Bevölkerung, die mitnahm, was noch nicht durch die Flammen zerstört war. Seit diesem Unglück ist Linlithgow Palace eine unbewohnte Ruine, die nie wieder zu Wohnzwecken genutzt wurde.

### Heutige Nutzung
1835 wurde das Schloss der königlichen Kommission für Wälder und Forste (englisch Commissioners of Woods and Forests) überantwortet. Sie gab die Ruine 1874 an das Office of works, die Institution, die für Bau und Instandhaltung der königlichen Residenzen verantwortlich war, weiter. Als deren Nachfolgeorganisation ist die Anlage heute im Besitz von Historic Scotland, welche sie unterhält und stückweise restauriert. Historic Scotland betreut auch Ausgrabungen, die auf dem Schlossareal und dem Peel bei Bedarf vorgenommen werden, so zum Beispiel auch eine Grabung in der Zeit von November 1966 bis 1967, bei der man sich erhoffte, Überreste der ersten Burg Eduards I. zu finden, was aber nicht gelang. Von der ersten Befestigungsanlage an diesem Ort konnten Archäologen bis heute keine Spuren nachweisen.
Heute ist Linlithgow Palace für die Öffentlichkeit zu besichtigen und wurde 2019 von rund 103.000 Personen besucht. 2024 betrug die Besucherzahl etwa 85.000 Personen. In unregelmäßigen Abständen werden spezielle Führungen angeboten. Dazu gehören zum Beispiel Führungen von Kindern für Kinder oder eine Gespenstertour, bei der die Besucher unter anderem über die beiden bekanntesten Geister Linlithgows informiert werden: Zum einen soll der Geist von Marie de Guise, der Frau Jakobs V., gelegentlich gesichtet werden, zum anderen soll das Schloss besonders im April und September am Vormittag von der Blauen Dame (englisch Blue Lady) heimgesucht werden, die vom Eingang zur benachbarten St. Michael’s Church hinübergeht, wo sie dann angeblich verschwindet. Seit 2009 finden alljährlich an einem Sommerwochenende Ritterspiele auf dem Schlossareal statt. 2014 zog diese Veranstaltung mehr als 7000 Besucher an. Weltweite Aufmerksamkeit erhielt die Ruine im Jahr 2012, als dort im Dezember die Metiers d'art-Kollektion der Firma Chanel vorgestellt wurde. Seither ist wieder im Gespräch, den Nordflügel des Schlosses zu überdachen, um die Ruine als wetterfeste Event-Location vermarkten zu können. Bereits 1996 hatte Historic Scotland dazu eine Machbarkeitsstudie in Auftrag gegeben, welche die Kosten für ein solches Projekt auf sechs bis zehn Millionen Pfund schätzte.

## Beschreibung
Die Schlossruine steht auf einem Felsplateau am südlichen Rand des Linlithgow Lochs und überragt die Stadt Linlithgow. In unmittelbarer Nachbarschaft steht südlich davon die St. Michael’s Church, die fast zur selben Zeit wie Linlithgow Palace errichtet wurde. Die Anlage ist von einem großen Park umgeben, der Peel genannt wird und bekannt ist für seine vielfältige Flora und Fauna. Gemeinsam mit dem Loch steht er als Site of Special Scientific Interest unter Schutz.
Linlithgow ist eine geschlossene Vierflügelanlage mit wuchtigen Türmen an den Ecken, deren Trakte einen rechteckigen, 90×87 Fuß (etwa 27,5 × 26,5 Meter) messenden Innenhof umschließen. In dessen vier Winkel stehen Treppentürme zur vertikalen Erschließung der Gebäudeflügel. Als Baumaterial kam grauer und gelber Sandstein zum Einsatz, der größtenteils aus Steinbrüchen in Kingscavil und Fairnie Craig östlich von Linlithgow stammt. Heute liegt das Mauerwerk des Gebäudes frei, aber früher war es komplett verputzt.

Grundrisse
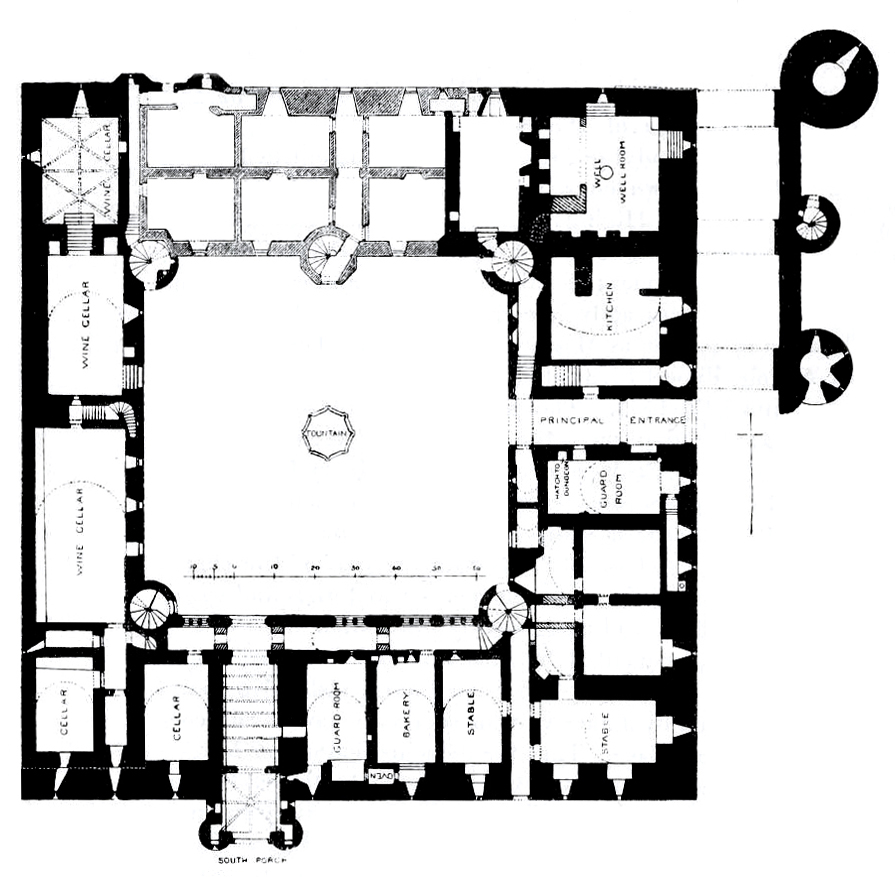
Erdgeschoss
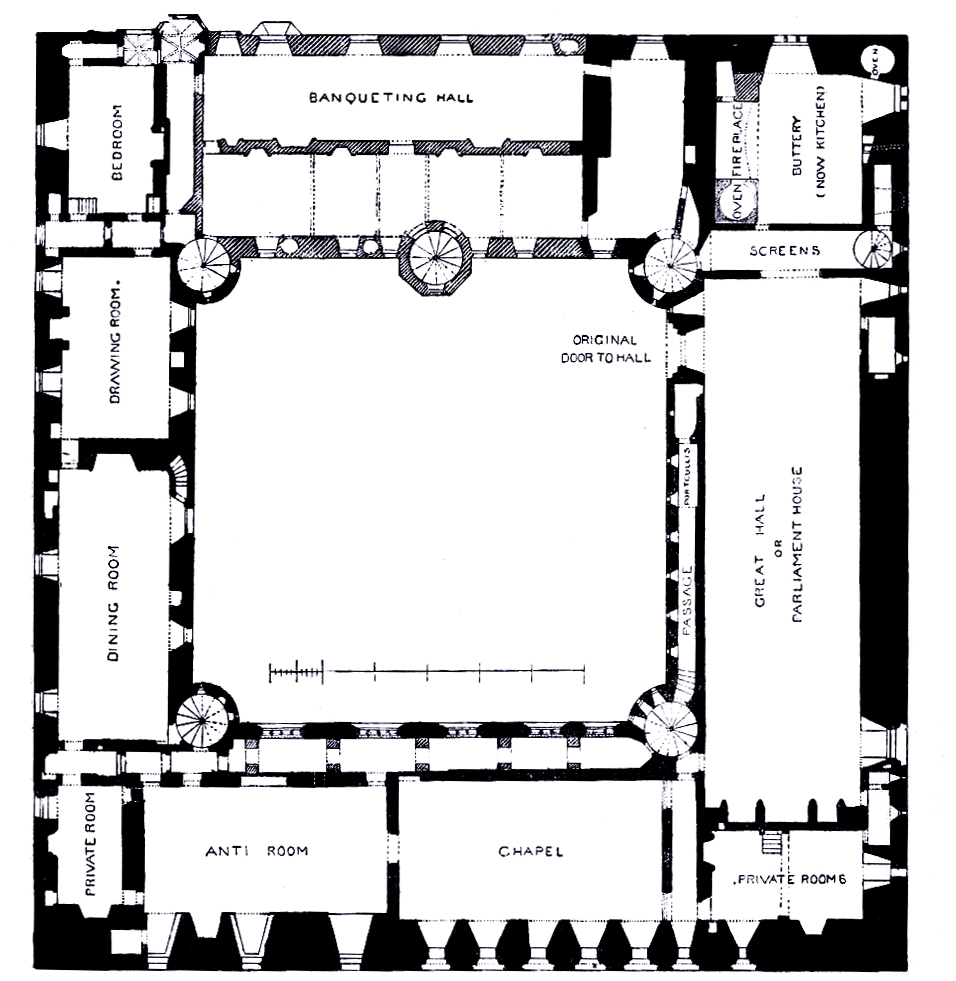
Erstes Geschoss
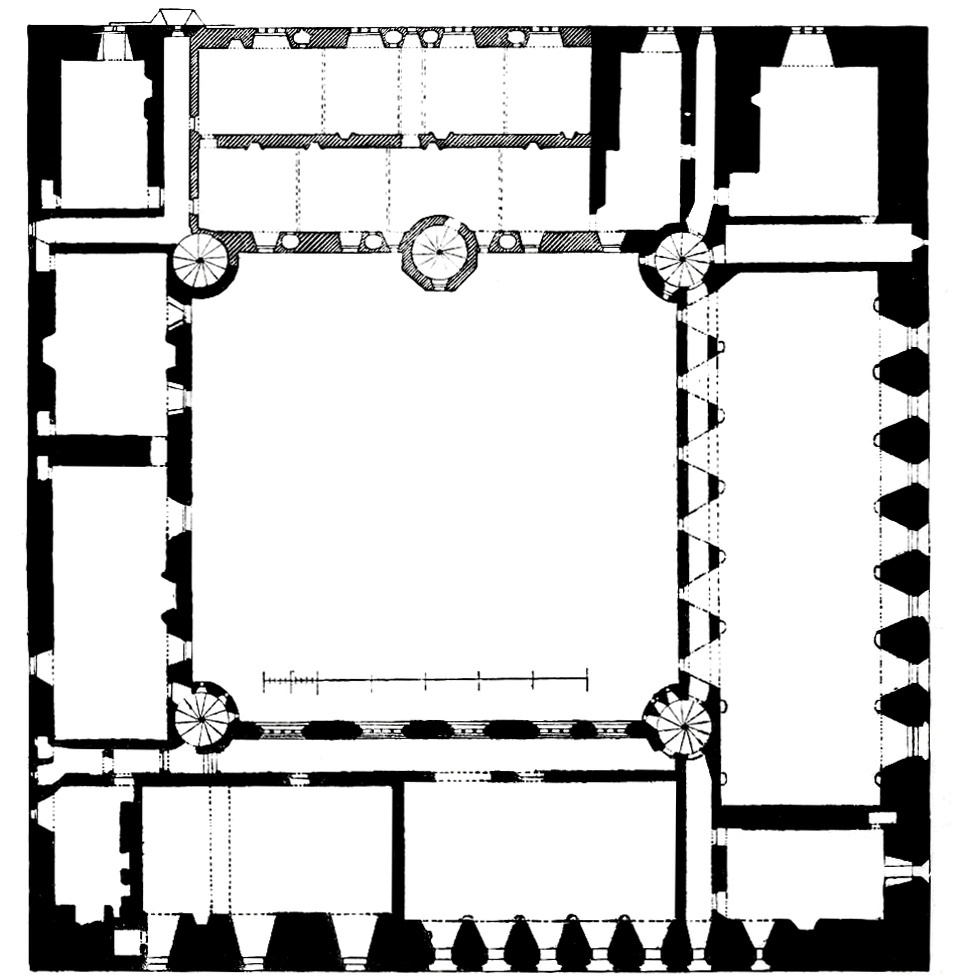
Zweites Geschoss

### Tore und Südflügel

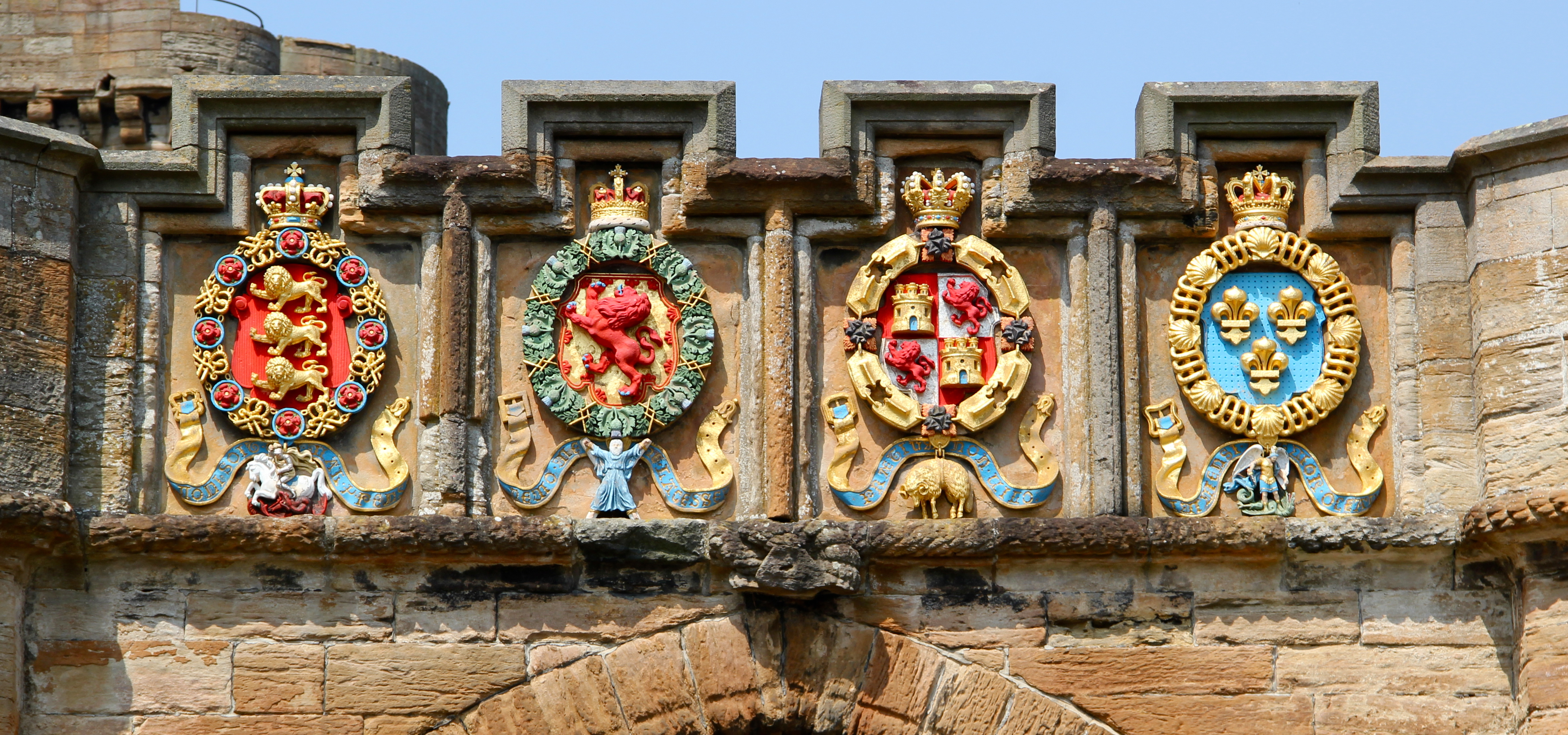
Die vier Wappen über dem Außentor

Der Besucher nähert sich der Anlage von Süden und muss zuerst ein vorgelagertes Außentor passieren. Es zeigt über der spitzbogigen Tordurchfahrt die Wappen der vier Ritterorden, denen der Erbauer Jakob V. angehörte. Das Strumpfband symbolisiert den englischen Hosenbandorden, während die Distel für den schottischen Orden von der Distel steht. Das dritte Wappen steht als Symbol für den burgundischen Orden vom Goldenen Vlies, und die Lilien des vierten Wappens versinnbildlichen den französischen Michaelsorden. Die steinernen Wappenschilde sind jedoch nicht mehr die Originale aus dem 16. Jahrhundert, sondern Repliken von 1845. Hinter dem äußeren Tor liegt ein Vorhof, in dem früher Ställe und Wirtschaftsbauten standen und der heute als Parkplatz genutzt wird. Auffälligstes Element der zum Parkplatz gelegenen südlichen Außenfassade von Linlithgow Palace sind die hohen Rundbogenfenster mit profiliertem Gewände und gotischem Maßwerk. Sie kennzeichnen die Lage der einstigen Schlosskapelle im ersten Obergeschoss. In deren Inneren befinden sich zwischen den Kapellfenstern Nischen, in denen früher Statuen standen. Ihre Konsolsteine sind noch erhalten und zeigen Reliefs von Engeln, die auf einem Instrument spielen. Im überwölbten Erdgeschoss des Südflügels befand sich unter der Kapelle einst eine Backstube.

### Innenhof und Treppentürme

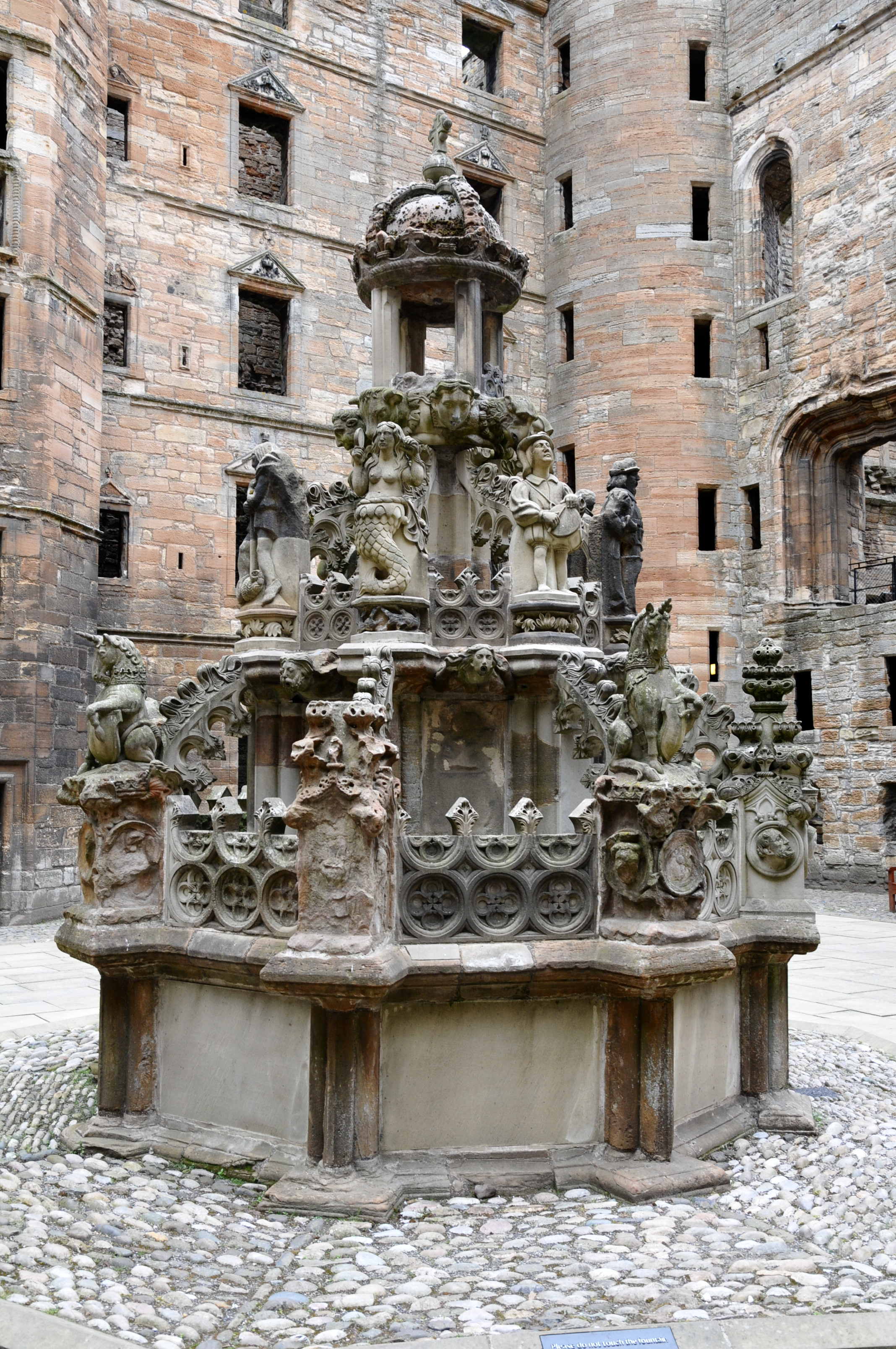
Brunnen im Innenhof

Um in den Innenhof des Schlosses zu gelangen, muss an der Südseite des Gebäudes ein torartiger Vorbau durchschritten werden. Dieser ist von zwei kleinen Rundtürmen mit längsovalen Schießscharten flankiert. An der Innenseite des Südflügels finden sich über der Tordurchfahrt die Reste einer skulptierten Verkündigungsszene. Der Hof wird durch einen mittig stehenden, achteckigen Steinbrunnen aus der Zeit der Renaissance beherrscht, von dem eine Kopie im Hof von Holyrood Palace steht. Er besteht aus drei pyramidenartig angeordneten Wasserbecken, die über Steinbögen miteinander verbunden sind, und ist durch aufwändig gestaltete Ornamente sowie Figuren auf allen Ecken dekoriert. Früher waren diese – wie alle anderen Statuen des Palasts auch – bunt bemalt. Bekrönt ist der Brunnen durch eine steinerne Krone. Ein zu sehendes Allianzwappen mit den Emblemen Schottlands und Frankreichs erinnert an die Hochzeit Jakobs V. mit der französischen Prinzessin Madeleine de Valois, Tochter von Franz I. Der Brunnen wurde möglicherweise schon 1746 durch die dort lagernden britischen Soldaten beschädigt, denn in den frühen 1800er Jahren wurden wohl erste Reparaturen vorgenommen. Bei weiteren Instandsetzungsarbeiten in der Zeit von 1937 bis 1939 wurden Teile des verlorenen gegangenen Steinschmucks rekonstruiert. Zwei Drittel seiner Originalsubstanz ist mittlerweile durch Repliken ersetzt. Seit der letzten großen Restaurierung zwischen 2000 und 2005 ist der Brunnen wieder voll funktionstüchtig, was allsonntäglich in den Monaten Juli und August zu sehen ist. Drei der in den Winkeln des Innenhofs befindlichen Treppentürme besitzen Eigennamen. Der Südwestturm wird king’s turnpike genannt. Seine Eingangstür im Erdgeschoss ist gegenüber den übrigen Turmeingängen durch einen Kielbogen über dem Sturz formal hervorgehoben. Der darüber noch vorhandene, leere Konsolstein beweist, dass über der Tür einst eine Statue stand. Die Bezeichnung queen’s turnpike für den nordwestlichen Treppenturm, an dem gleichfalls die ehemalige Statue über dem Eingang fehlt, deutet an, dass über ihn die Gemächer der Königin im zweiten Obergeschoss des Westflügels erreichbar waren. Das oberste, achteckige Geschoss des Turms besitzt eine steinerne Decke mit Kreuzgratgewölbe und eine umlaufende Steinsitzbank an der Wand. Dieser Raum wird Queen Margaret’s Bower genannt, weil Königin Margaret Tudor der Legende nach dort im Herbst 1513 vergeblich nach ihrem Mann Jakob IV. Ausschau hielt, auf dass er unversehrt aus der Schlacht von Flodden Field heimkehre. Einen sprechenden Namen besitzt auch der Nordost-Treppenturm, der in die Schlossküche führte. Er wird kitchen turnpike genannt.

### Ostflügel

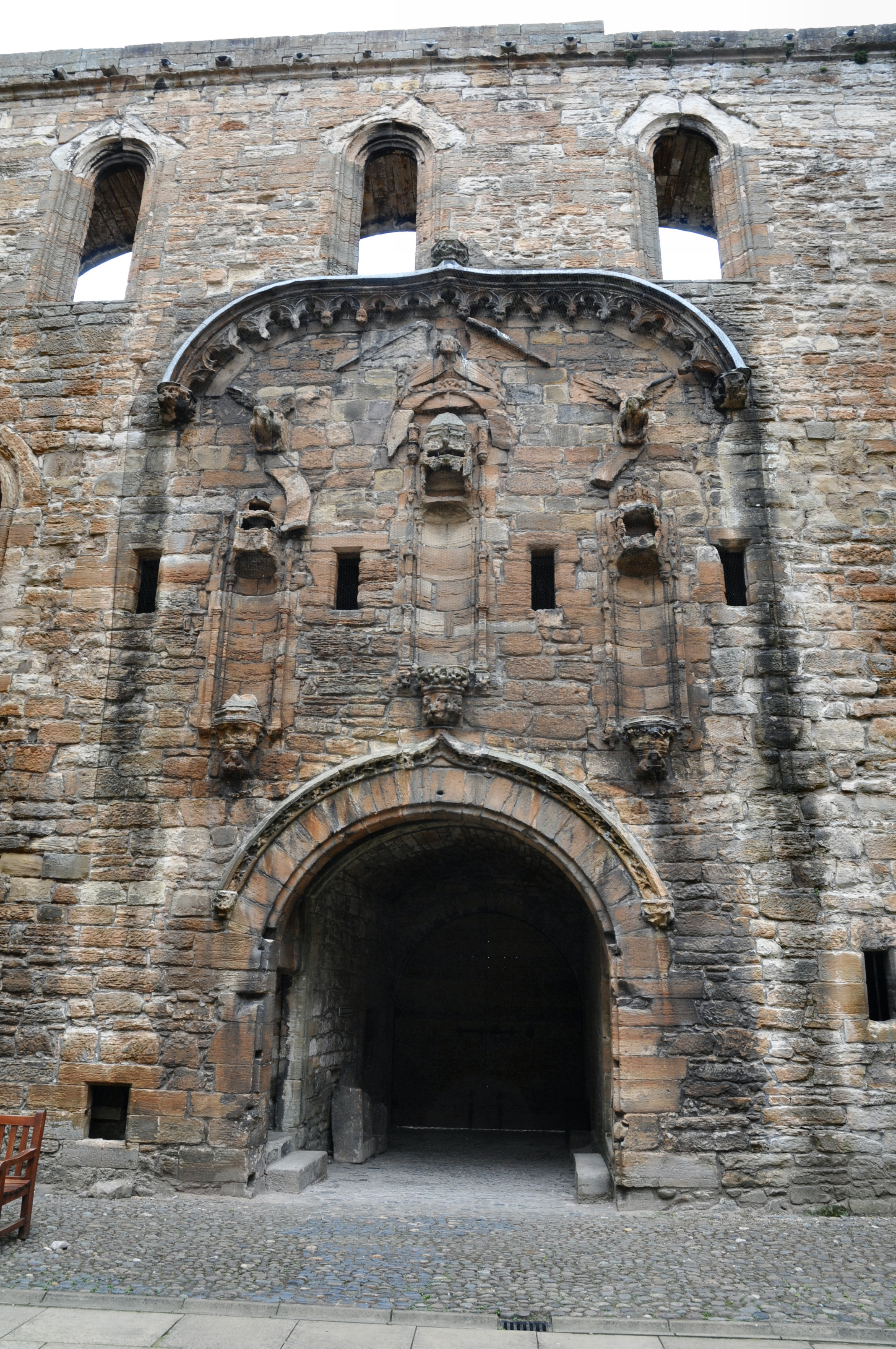
Hofseitige Ansicht des ehemaligen Hauptportals

Der Ostflügel ist der älteste Teil der Anlage. Die außen an seinem nördlichen Ende zu sehenden Pfeiler der Barbakane waren früher hinter drei hohen Türmen verborgen, von denen heute nur noch die Fundamente erhalten sind. Das einstige Prunkportal befindet sich in der Mitte des Flügels und war früher durch ein Fallgatter und eine Zugbrücke gesichert. Die Aussparungen im Mauerwerk für deren Balkenführung sind heute noch gut erkennbar. Einige der aufwändigen Steinskulpturen des Portals sind heute noch erhalten, so zum Beispiel das von zwei Engeln flankierte königliche Wappen über dem runden Torbogen. Rechts und links des Tors befinden sich Nischen, in denen früher Statuen standen, die wahrscheinlich den heiligen Andreas und Sankt Jakob darstellten. Auch an der hofseitigen Fassade war das ehemalige Hauptportal mit Skulpturenschmuck dekoriert. Unter einem flachen Kielbogen finden sich drei leere Nischen für Statuen, die einst die drei Stände repräsentierten. Sie sind heute – mit Ausnahme eines Fußpaares – nicht mehr erhalten. Direkt neben dem Portal befindet sich im Erdgeschoss der Raum für die Torwachen, von dem eine Falltür im Boden zum darunterliegenden Verlies führt. Ebenfalls im Erdgeschoss des Nordflügels findet sich ein Brunnenraum mit dem erhaltenen, neun Meter tiefen Schacht eines Ziehbrunnens. Dieser Raum diente auch als Zweitküche, zur Unterstützung der ein Geschoss höher liegenden Hauptküche bei großen Festen und Banketten. Diese ist mit einem großen Kamin und einem Ofen ausgestattet und befindet sich im nordöstlichen Eckturm. Von dort konnte man bequem den südlich daran anschließenden Großen Saal (englisch great hall) bedienen. Dieser Raum diente der Repräsentation, dort fanden Empfänge, Versammlungen und Feierlichkeiten statt. Vom Innenhof war er über eine breite Türe erreichbar, zu der eine hölzerne und später abgebrochene Treppe hinaufführte. Der Saal besitzt einen Grundriss von 30 × 9 Metern und nimmt eine Höhe von zwei Geschossen ein. In der oberen Hälfte der Wand sorgen große Fenster, die zur Zeit Jakobs IV. ausgebrochen wurden für ausreichend Helligkeit. Deren Verglasung bestand einst aus bunten Glasmalereien. Auf Podesten zwischen den Fensternischen standen früher Statuen. An der nördlichen Stirnseite finden sich die Reste einer Empore für Minstrels. Beherrschendes Bauteil ist jedoch der große, sieben Meter breite Renaissancekamin an der südlichen Seite des Raums. Er wurde um 1500 durch Jakob IV. dort installiert und gehörte seinerzeit nicht nur zu den herrlichsten und wertvollsten Kaminen, sondern ist heute noch einzigartig in Schottland. Er ist dreiteilig und besitzt gotische Säulen, die einen mit Blattwerk verzierten Sturz tragen. Darüber finden sich vier skulptierte Konsolen, die als Podeste für Kerzenleuchter dienten. Der Große Saal wurde nach dem dort hängenden Banner mit dem königlichen Wappentier auch Löwenzimmer (englisch lyon chamber) genannt.

### Westflügel

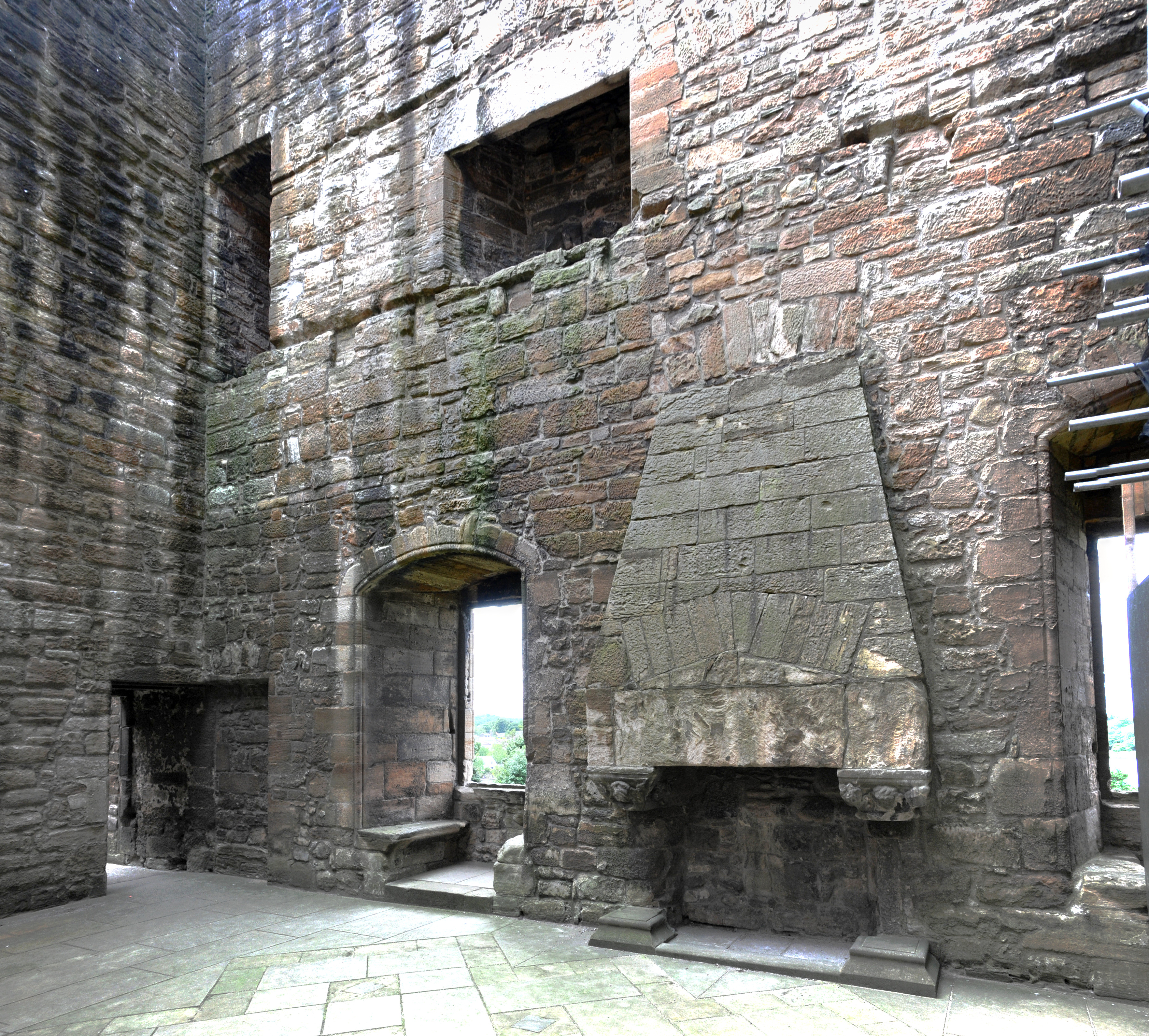
Der Kamin im Audienzzimmer weist große Ähnlichkeit zu einem Kamin in Stirling Castle auf

Im Westflügel des Schlosses waren die königlichen Gemächer beheimatet. Die des Königs befanden sich im ersten Geschoss und bestanden aus einer Abfolge von drei Räumen, die von Süden nach Norden an Privatheit zunahmen: Der großen Halle des Königs (englisch king’s hall) folgte ein presence chamber genanntes Zimmer, ehe der Besucher in das Schlafzimmer gelangte. Eine ähnliche Zimmerabfolge, wahrscheinlich für die Königin, gab es auch im darüberliegenden zweiten Stockwerk. Sie ist jedoch nicht mehr erhalten. In der Halle des Königs warteten Besucher, um zum König vorgelassen zu werden und eine Audienz bei ihm zu erhalten. Die tiefen Fensternischen des Raums weisen Sitzbänke auf. Seine Außenfassade lässt den vermauerten Ansatz wahrscheinlich eines Balkons erkennen, der Sicht auf die königlichen Gärten bot. Eine Treppe in der Mauerstärke führt hinunter ins Erdgeschoss, wo sich ein großer Weinkeller befand. Die Kragsteine seiner Gewölbedecke sind mit Skulpturen verziert, die trinkende Personen zeigen und damit auf die Nutzungsart des Kellers hinweisen. Nördlich schließt sich der englisch king’s hall ein Audienzzimmer an, das gleichfalls Sitzbänke in den Fensternischen besitzt. Sein mit Steinplatten ausgelegter Fußboden war mit Ornamenten und Initialen verziert. Eine dieser Original-Bodenplatten ist erhalten und zeigt die Initialen Jakobs IV. und seiner Frau Margaret (I und M). Die Platte ist in einer kleinen Ausstellung zu sehen, die sich im ersten Geschoss der hofseitigen Galerie im Südflügel befindet. Der große Kamin an der Außenmauer war früher bunt bemalt, was 1860 gefundenen Farbreste bezeugen. Er besitzt große Ähnlichkeit mit einem Kamin auf Stirling Castle und wurde möglicherweise vom selben Steinmetz gestaltet. Das ungewöhnliche Fenster in Form einer Leiter stammt aus der Zeit Jakobs V. und sollte für eine bessere Beleuchtung der kunstvoll gestalteten Zimmerdecke sorgen. Das private Schlafzimmer des Königs im nordwestlichen Eckturm der Anlage war mit einer Waschgelegenheit ausgestattet und besaß Zugang zu einer Art Schatzkammer, wo wertvolle Stücke des königlichen Haushalts aufbewahrt wurden, wenn sie nicht zu Repräsentationszwecken ausgestellt waren. Im Osten schließt sich dem Raum ein kleines Oratorium an. Direkt östlich benachbart existierte früher die Betkapelle der Königin, die aber beim Einsturz des Nordflügels 1607 fast vollständig zerstört wurde.

### Nordflügel

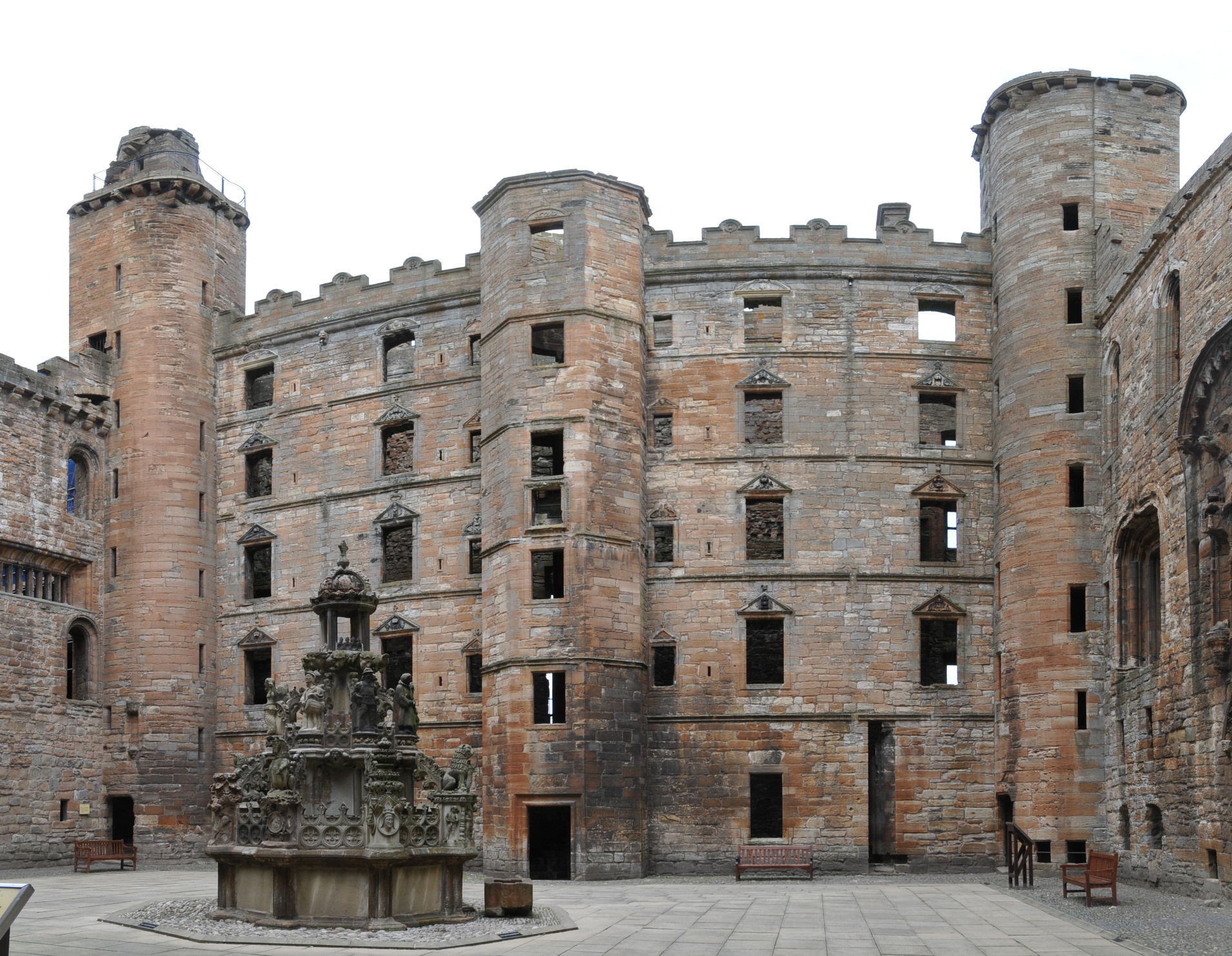
Hoffassade des Nordflügels

Jüngste Partie von Linlithgow Palace ist dessen Nordflügel aus dem ersten Viertel des 17. Jahrhunderts. Obwohl er fünf Geschosse besitzt, weist dieser Trakt die gleiche Höhe auf wie die übrigen dreigeschossigen Schlossflügel. Sein Erdgeschoss wurde als Lager verwendet, während die übrigen Etagen zu Wohnzwecken dienten. Das erste Stockwerk war das Hauptwohngeschoss mit einer 72×16 Fuß (ca. 22 × 5 Meter) messenden galerieartigen Halle, die durch zwei große Kamine beheizt werden konnte. In den darüber liegenden Stockwerken befanden sich Wohngelegenheit für Angestellte und Höflinge, die immer aus zwei zueinander gehörenden, beheizbaren Räumen bestanden. Dies erklärt auch die hohe Zahl an Schornsteinen auf dem Dach des Flügels. Sie resultieren aus insgesamt 39 Kaminen in diesem Teil des Schlosses. Die hofseitige Fassade mit ihrem achteckigen, mittig stehenden Treppenturm zeigt Reminiszenzen zur dänischen Architektur jener Zeit auf, was auf die Abstammung der Königin Anna zurückzuführen war. Durch die großen, regelmäßig angeordneten Rechteckfenster mit runden und dreieckigen Giebeln besitzt die Fassade eine gewisse Ähnlichkeit mit dem Südflügel des Schlosses Kronborg. Die Reliefs in den Fenstergiebeln symbolisieren die Vereinigung der Kronen Schottlands und Englands: Die Inschrift IR6 mit der schottischen Distel steht für das lateinische „Jacobus Rex VI“, während IR1 im Verbund mit der englischen Rose „Jacobus Rex VI“ bedeutet. Die Jahreszahl 1619 in einem der Giebel gibt zudem den Zeitpunkt des Baus an.